# Stadsgracht (Sneek)
De Stadsgracht (Fries: Stêdsgrêft) is de belangrijkste stadsgracht van de stad Sneek in de Friese gemeente Súdwest-Fryslân.
De gracht loopt rondom het oude binnenstad en bestaat uit de Koopmansgracht, Prinsengracht, Waterpoortsgracht, Kerkgracht, Prins Hendrikkade en de Jousterkade. Binnen de stadsgracht in het centrum bevinden zich het Grootzand, Kleinzand en de Leeuwenburg. De Franekervaart, de Zwette, de Sneeker Oudvaart, het Zomerrak, de Woudvaart en de Geeuw (De Kolk) monden uit in de Stadsgracht.
De stadsgracht langs het Hoogend, Kleinzand, Grootzand, Leeuwenburg en Suupmarkt heeft de status als Rijksmonument.

## Foto's

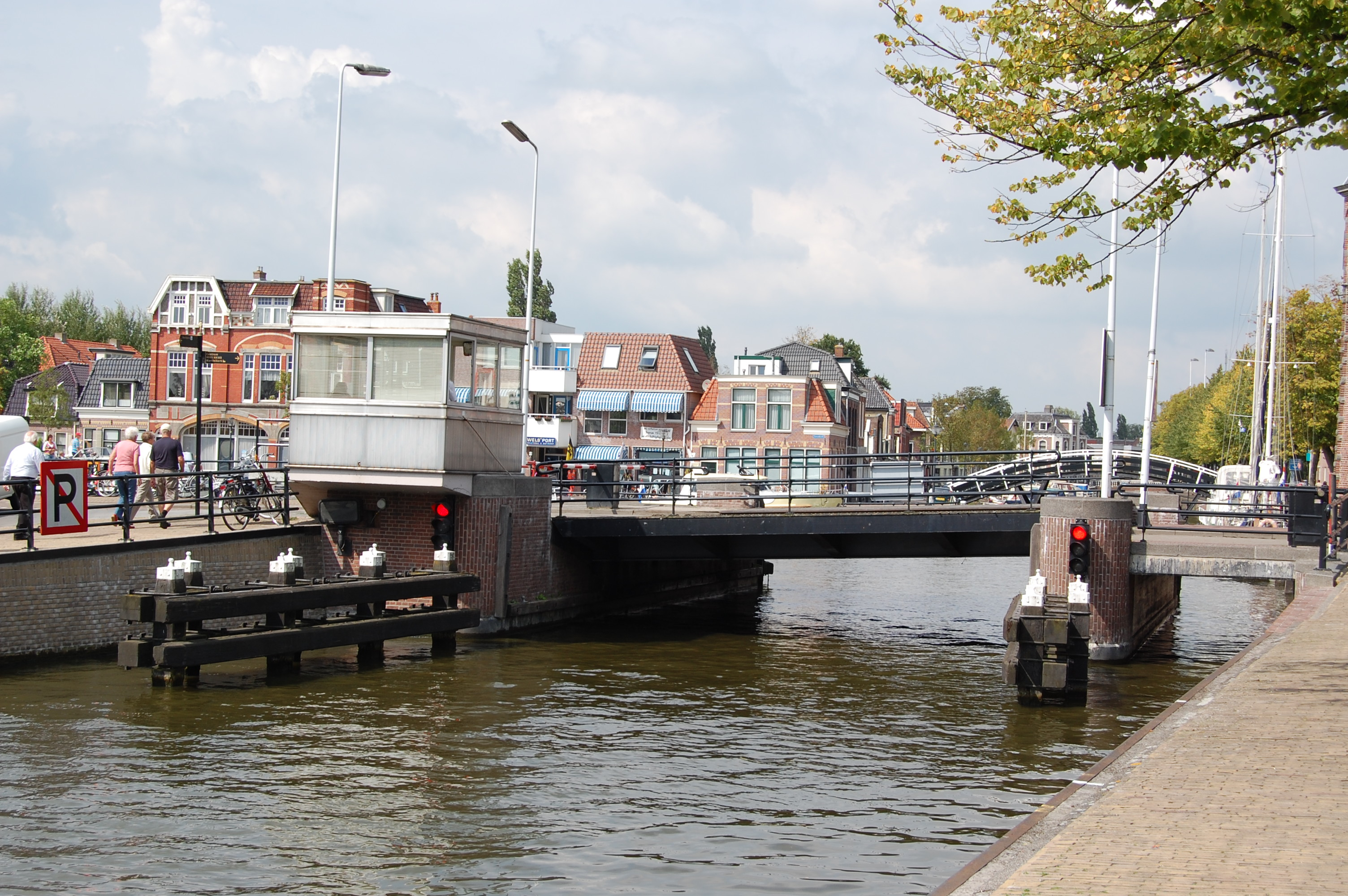
Lemmerbrug
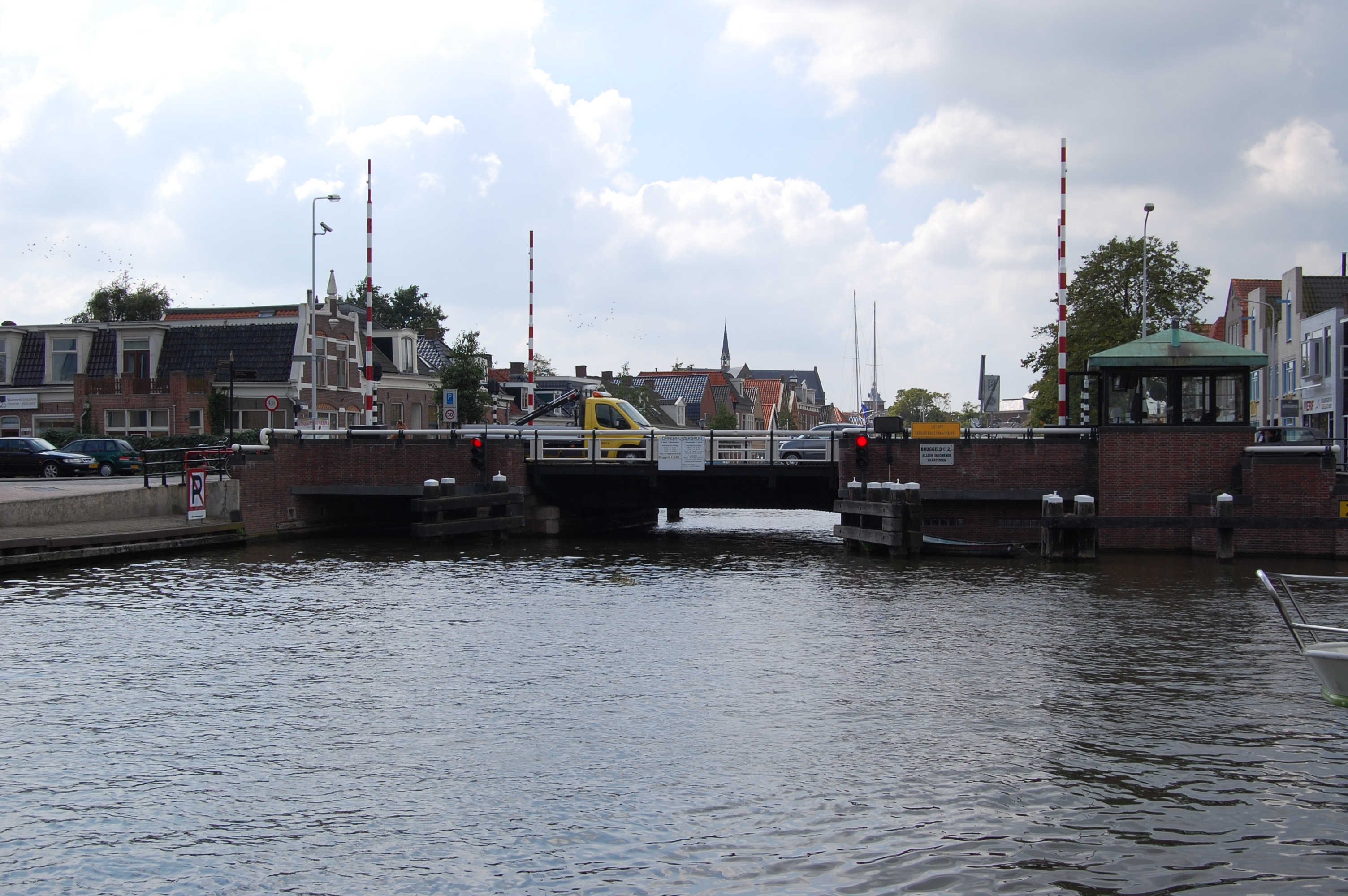
Oppenhuizerbrug
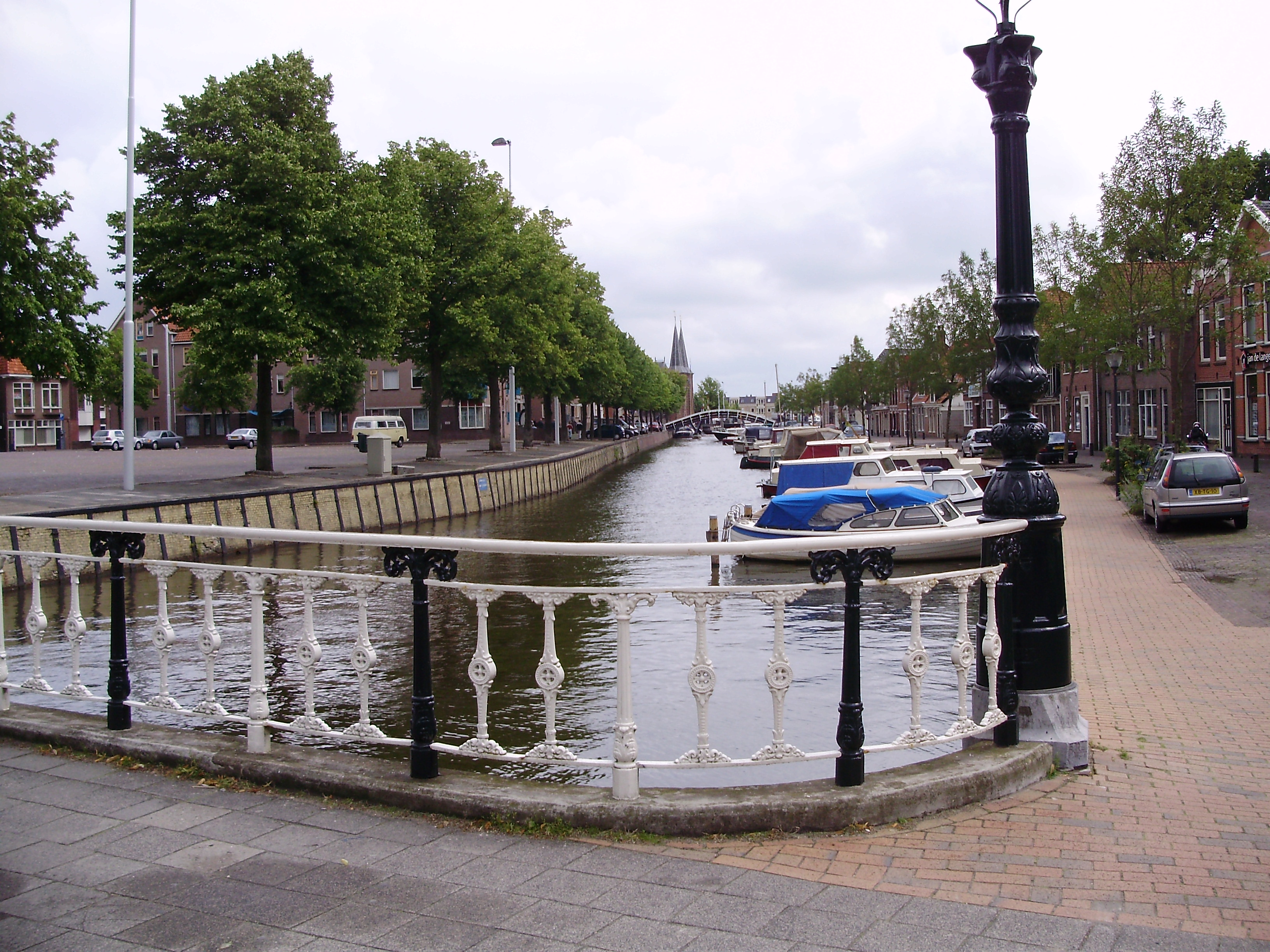
Blik vanaf de Wilhelminabrug

Zwette · Stadsgracht (Sneek) · Geeuw · Wijddraai · Wijde Wijmerts · Nauwe Wijmerts · Noorder Ee · Ee (Woudsend) · Slotermeer · Slotergat · Slotermeer · Luts · Van Swinderenvaart · Spookhoekstervaart · Rijstervaart · Oud-Karre · Johan Frisokanaal · Morra · Johan Frisokanaal · Noorderdijkvaart · Het Wijd · De Gronzen · Indijk · Zijlroede (Hindeloopen) · Oude Oostervaart · Dijkvaart · Horsa · Burevaart · Diepe Dolte · Workumertrekvaart · Het Kruiswater · Stadsgracht (Bolsward) · Witmarsumervaart · Harlingervaart · Bolswardervaart · Zuidoostersingel · Noordoostersingel · Noordergracht (Harlingen) · Van Harinxmakanaal · Sexbierumervaart · Noordergracht (Franeker) · Dongjumervaart · Ried · Berlikumerwijd · Moddergat · Wierzijlsterrak · Blikvaart · Zuidhoekstervaart · Ouwe Rij · Leistervaart · Finkumervaart · Dokkumer Ee · Het Kleindiep · Dokkumer Ee · Oudkerkstervaart · Murk · Ouddeel · Bonkevaart (finish)